# Chelostoma distinctum
Chelostoma distinctum là một loài ong trong họ Megachilidae. Loài này được Stoeckhert miêu tả khoa học đầu tiên năm 1929.